# Бойронская конгрегация

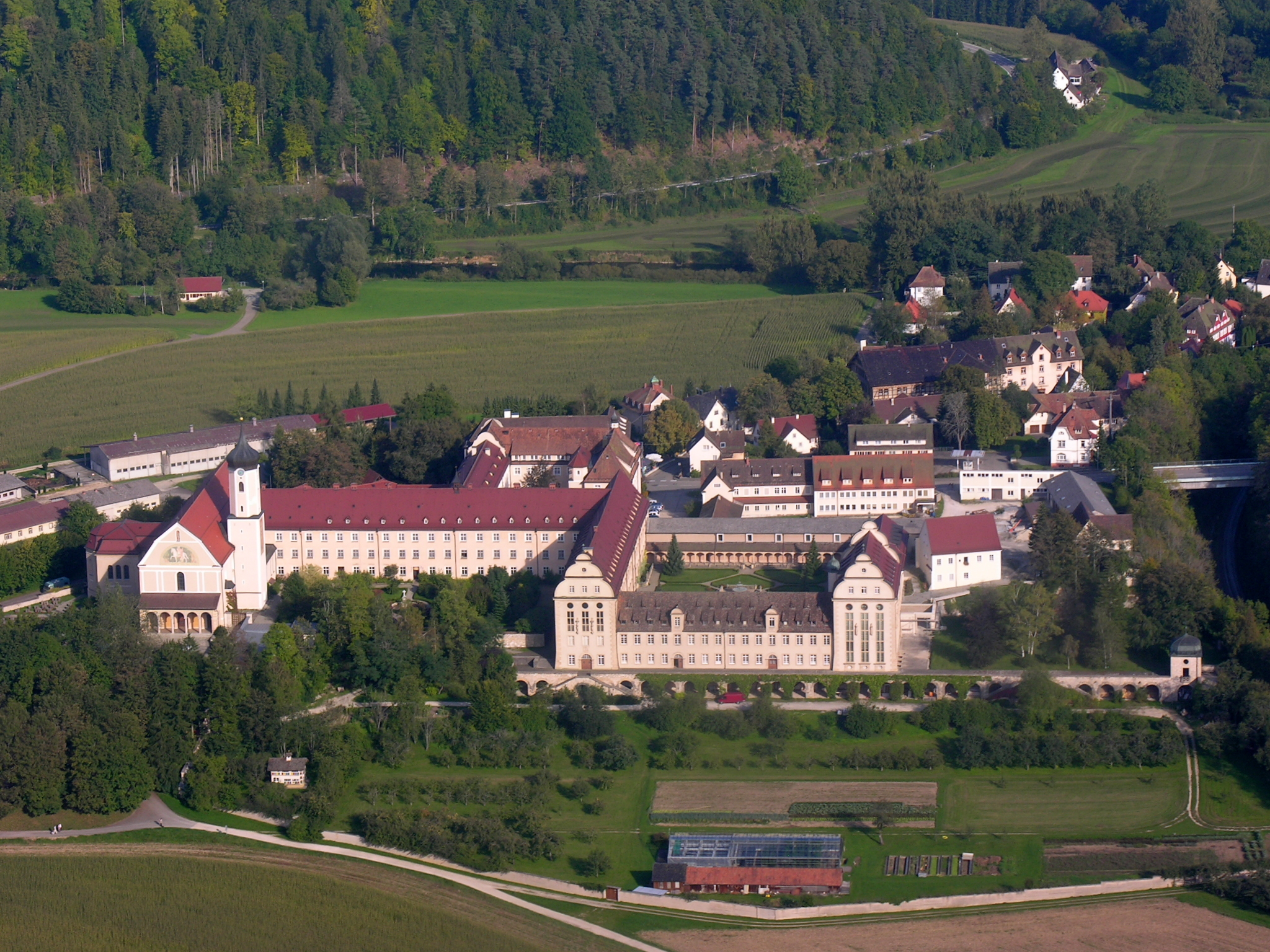
Аббатство Бойрон — духовный центр Бойронской конгрегации

Бойронская бенедиктинская конгрегация — объединение по большей части немецких монастырей Бенедиктинского ордена с центром в аббатстве Бойрон на Верхнем Дунае. В состав конгрегации входят по 9 мужских и женских монастырей в Австрии, Германии, Дании и в Италии, насчитывающих порядка 250 монахов и около 270 монахинь. Её небесным покровителем является св. Мартин Турский.

## История
Начало Бойронской конгрегации было положено в 1863 г. вместе с основанием монастыря Бойрон братьями Мавром (Maurus Wolter) и Плацидом Вольтерами (Placidus Wolter), которые с самого начала преследовали цель создания сети монастырей, объединённых едиными правилами общежития.
После основания первых «дочерних» монастырей, устав нового сообщества был подтверждён Ватиканом в 1873 г.
Начальные годы существования конгрегации пришлись на эпоху Культуркампфа в Германии, так что монахи были вынуждены на время покинуть основной монастырь; с другой стороны, это обстоятельство способствовало основанию монастырей за пределами Германской империи. С возобновлением деятельности бойронского аббатства, последовало последовательное заселение старинных немецких (бывших) монастырей: в 1893 г. — Лаахского аббатства, в 1904 г. — аббатства Герлеве, в 1922 г. — аббатства Нересхайм, в 1922 г. — аббатства Вайнгартен, в 1926 г. — аббатства Нойбург и т. д.; последними были (заново) основаны аббатство Толей в 1949 г. и приорство в Нючау — в 1951 г.
Кроме того, конгрегация активно проявила себя и за пределами немецкоязычного мира: прежде всего в Бельгии, Португалии, Бразилии и Японии; в 1906 г. в Палестине был основан монастырь Успения Пресвятой Богородицы (нем. Abtei Dormitio Beatae Mariae Virginis), получивший в 1926 г. статус аббатства.
Первый женский монастырь конгрегации — обитель арх. Гавриила — был открыт в 1889 г. в Праге (в 1920 г. перенесён в восточную Штирию). За ним последовали монастыри в Ане (фр. Abbaye de Maredret, 1893), в Айбингене (1904) и в Келленриде (1924). Последними были основаны аббатства Энгельталь (1962) и Мариенроде (1988).

## Организационная структура
Изначально конгрегация находилась под управлением бойронского аббата, выступавшего тем самым в роли архиаббата конгрегации, а сама конгрегация была выстроена на централистских началах. Для согласования текущих вопросов с известной периодичностью созывался Генеральный капитул, членами которого являлись аббаты входящих в конгрегацию монастырей.
В 1936 году система управления была демократизирована, так что члены конгрегации перестали быть абсолютно зависимы от Бойрона, в первую очередь, в правилах монашеского общежития. Вместо архиаббата конгрегацией отныне стал руководить аббат-презес (нем. Abtpräses от лат. abbas praeses), называемый также первым президентом (лат. praesidens principalis); почётный титул архиаббата был, однако, сохранён. При этом презес избирается членами генерального капитула, собирающимся каждые 6 лет. С 2003 г. на заседаниях капитула правом голоса обладают и представители женских монастырей конгрегации.
В 1984 г. статуты и декларации конгрегации были приведены в соответствие с новой редакцией Кодекса канонического права, и в качестве основных задач конгрегации объявлены следование Уставу св. Бенедикта, взаимопомощь, и коллегиальность при решении проблем.

## Список входящих в конгрегацию монастырей

### Мужские монастыри
- Аббатство Бойрон (Архиаббатство св. Мартина), Бойрон
- Аббатство Зеккау (Аббатство Девы Марии), Зеккау, Штирия
- Лаахское аббатство
- Аббатство Герлеве (Аббатство св. Иосифа), под Косфельдом
- Аббатство Нересхайм (Аббатство свв. Ульриха и Афры), Нересхайм
- Аббатство Нойбург (Аббатство св. Варфоломея), Гейдельберг
- Аббатство Толай (Аббатство св. Маврикия), Толай
- Приорство св. Ансгара, Травенбрюк

Аббатства Грюссау (Бад-Вимпфен) и Вайнгартен, также входившие в конгрегацию, официально прекратили своё существование в 2010 г.

### Женские монастыри
- Аббатство Айбинген (Аббатство св. Хильдегарды), Рюдесхайм-на-Рейне
- Аббатство Герштелле (Аббатство св. Креста), Беверунген
- Аббатство Келленрид (Аббатство св. Эрентрауд), Берг (Шуссенталь)
- Аббатство Энгельталь, Альтенштадт (Гессен)
- Аббатство Себен (Аббатство Сабиона), Кьюза, Италия
- Аббатство Варензель (Аббатство Девы Марии), Ритберг
- Аббатство св. Марии, Фульда
- Аббатство Мариенроде (Приорат Мариенроде), Хильдесхайм
- Приорат Аазебаккен (Vor Frue Kloster), под Копенгагеном

## Архиаббаты Бойронской конгрегации
(В скобках приведены даты жизни, через запятую — годы во главе архиаббатства Бойрон
- Мавр (Рудольф) Вольтер (1825—1890), основатель конгрегации, аббат Бойронского монастыря с 1868 по 1890, архиаббат с 1885 г.
- Плаций (Эрнст) Вольтер (1828—1908), 1890—1908
- Ильдефонс (Фридрих) Шобер (1849—1918), 1908—1917
- Рафаэль (Йохеф) Вальцер (1888—1966), 1918—1937
- Бенедикт (Карл Борромеус) Баур (1877—1963), 1938—1955
- Бенедикт (Йоханнес) Реетц (1897—1964), 1957—1964
- Дамасус (Йозеф) Церингер (1899—1977), 1965—1967
- Урсмар (Иоганн) Энгельманн (1909—1986), 1970—1980
- Иероним (Герхард) Нитц (*1928), 1980—2001
- Теодор (Клаус) Хогг (*1941), 2001—2011
- Тутило (Ганс) Бургер (*1965), с 2011

## Аббаты-презесы Бойронской конгрегации
- Рафаэль Молитор (1936—1948), Герлеве
- Бернхард Дурст (1948—1960), Нересхайм
- Бенедикт Реетц (1960—1964), Бойрон
- Петрус Борне (1965—1976), Толей
- Лаурентиус (Лаврентий) Хоайзель (1976—1995), Грюссау
- Анно Шёнен (1995—2008), Мария Лаах
- Альберт Шмидт (с 2008), Бойрон